# Jetzt oder nie (Album)
Jetzt oder nie ist das 46. Studioalbum von Udo Jürgens. Es erschien am 12. September 2005 bei Ariola (Sony Music).

## Entstehungsgeschichte
Jetzt oder nie entstand als erstes Studioalbum seit drei Jahren. Als Produzent wählte Udo Jürgens Peter Wagner. Die meisten Lieder wurden mit einem großen Orchester instrumentiert. Als Songwriter beteiligte sich Wolfgang Hofer am Album, mit dem Udo Jürgens bereits bei seinen größten Hits Mit 66 Jahren und Buenos Dias Argentina zusammenarbeitete. Hofer verfasste auch den Text zum Titellied, nachdem er von Udo Jürgens eine Version mit gesungenen „Lalas“ erhalten hatte.

## Veröffentlichung
Das Album wurde am 11. September 2005 auf dem Kreuzfahrtschiff Europa in Hamburg vor etwa 300 geladenen Gästen aus Presse und Rundfunk vorgestellt. Das Album erschien einen Tag später, am 12. September 2005 als CD und als DualDisc mit Bonusmaterial. Die dazugehörige Tournee begann am 26. Januar 2006 in der Köln Arena. Es handelte sich dabei um Jürgens 20. Tournee. Eine Aufnahme der Tournee wurde als Doppel-CD unter dem Titel Jetzt oder nie – Live am 1. September 2009 veröffentlicht. Eine DVD folgte am 13. April 2007.

## Titelliste
| #   | Titel                                      | Länge |
| --- | ------------------------------------------ | ----- |
| 1.  | Jetzt oder nie                             | 3:58  |
| 2.  | Bis ans Ende meiner Lieder                 | 4:11  |
| 3.  | Frauen                                     | 3:56  |
| 4.  | In allen Dingen lebt ein Lied              | 3:48  |
| 5.  | Flieg mit mir                              | 4:13  |
| 6.  | Das Glück des Augenblicks                  | 4:15  |
| 7.  | Verdammt in alle Einsamkeit                | 3:37  |
| 8.  | Mein Weg zu mir                            | 3:39  |
| 9.  | Dass ich dich liebe – was geht es dich an? | 3:25  |
| 10. | Der Mann mit dem Fagott                    | 4:24  |
| 11. | Nicht heute Nacht                          | 3:24  |
| 12. | Auch kleine Steine ziehen große Kreise     | 3:31  |
| 13. | Die Sehnsucht bleibt                       | 4:11  |
| 14. | Das Leben gewinnt                          | 3:22  |
| 15. | Danke                                      | 3:15  |

## Musik und Texte
Musikalisch präsentiert sich das Album im gewohnten Big-Band-Stil von Udo Jürgens. Die Palette an musikalischen Elementen rangiert dabei von heiter-beschwingtem Schlager bis hin zu melancholisch-nachdenklichen Kompositionen.
Ein Großteil der Lieder trägt autobiografische Züge. Sie handeln unter anderem vom Komponieren und Schreiben von Liedern (Bis ans Ende meiner Lieder) oder sind als Selbstkritik zu verstehen (Mein Weg zu mir). Frauen wurde von Herbert Grönemeyers Männer inspiriert und enthält eine „freche Liebserklärung“ an die Frauenwelt. Das Titellied dagegen ist eine Art Durchhaltehymne für die Menschen der heutigen Zeit. Hierin stellt Udo Jürgens einer allgegenwärtigen Mutlosigkeit und Melancholie den Genuss des Lebens entgegen und fordert die Zuhörer auf „die Melancholie [zu] verlassen und positiv nach vorne [zu] schauen“. Das Lied ist auch als Statement zur aktuellen Lage in Deutschland zu verstehen. Der Mann mit dem Fagott wiederum handelt von Udo Jürgens Großvater. Es ist gleichzeitig der Titel eines Romans von Udo Jürgens, der 2011 als Fernsehfilm umgesetzt wurde. Der Titel von Verdammt in alle Einsamkeit wurde vom Film Verdammt in alle Ewigkeit inspiriert und steht in der Tradition von Ich weiß was ich will.

## Rezeption
Das Album erreichte Platz 2 der österreichischen Albencharts. In Deutschland kam es auf den 14. Platz und in der Schweiz auf Platz 45. 
Obwohl die sängerischen Qualitäten Udo Jürgens, die größtenteils gelungenen Kompositionen und die Texte gelobt werden, wird dem Album eine „altbackene Arrangement-Präsentation“ bescheinigt, die es nur unwesentlich von seinem als durchschnittlich bewerteten Album Es lebe das Laster abheben lässt:
„So reicht es knapp, sehr knapp für eine positive Albenbewertung. Dies ist in erster Linie der noch immer faszinierenden Präsenz von Udos unverwechselbarer Stimme und einer überwiegend gut ausgefeilten Songarbeit zuzuschreiben. Denn die kann selbst uninspirierte Arrangements nicht gänzlich zerstören.“